# Marcelina Zawadzka

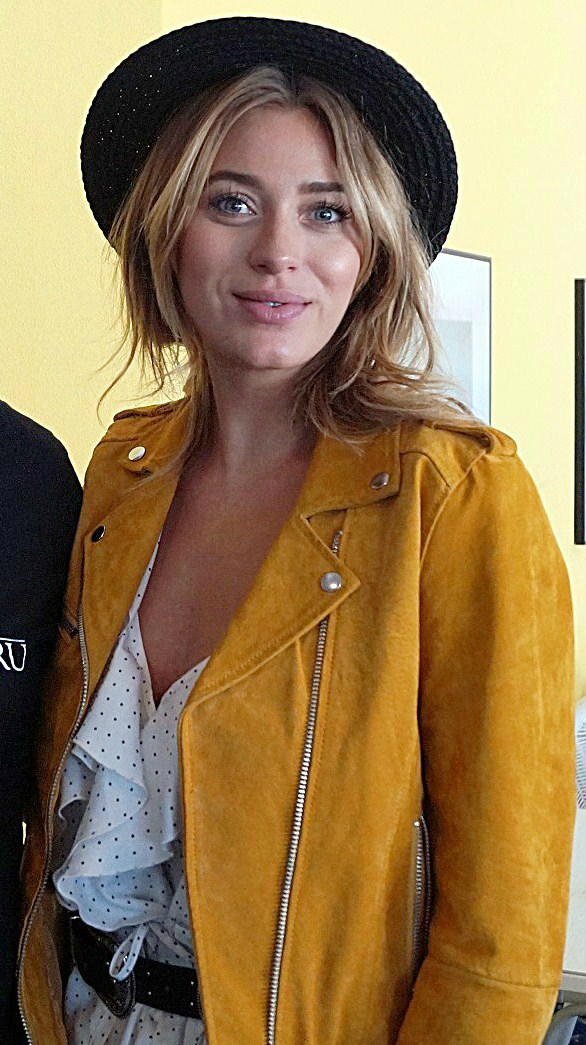
Marcelina Zawadzka im Juli 2018

Marcelina Zawadzka (* 25. Juni 1989 in Malbork) ist ein polnisches Model, Moderatorin, Rennfahrerin und Miss Polen 2011.

## Karriere
Zawadzka wurde 2003 zur Miss Malbork Teenager und 2011 als Vertreterin der Woiwodschaft Pommern zur Miss Polen gekürt. Im selben Jahr war sie Teilnehmerin der polnischen Ausgabe von Dancing with the Stars. Im Jahr 2012 qualifizierte sie sich für die Teilnahme am Miss Universe Wettbewerb und erreichte dort den 16. Platz.
Seit 2013 ist sie unter anderem für Fox live und TVN Turbo sowie beispielsweise 2017 in der Talentshow The Voice of Poland als Fernsehmoderatorin tätig. Seit 2021 steht sie unter Vertrag bei Polsat.
Im Jahr 2020 nahm Zawadzka als Copilot und Navigator am Africa Eco Race 2020 in der LKW-Klasse teil und lieferte in Zusammenarbeit mit der Caritas Polen Milchpulver für kranke und unterernährte senegalesische Kinder aus. Das Team erreichte in der Gesamtwertung der LKW-Klasse den 10. Platz.